# 辰沅道
辰沅道（しんげん-どう）は、中華民国北京政府により設置された湖南省の道。

## 沿革
1913年（民国2年）9月に辰沅永靖道として設置。観察使は沅陵県に設置され、下部に沅陵、瀘渓、辰渓、漵浦、芷江、黔陽、麻陽、永順、保靖、竜山、桑植、古丈、靖県、綏寧、会同、通道、鳳凰、永綏、晃県の20県を管轄した。1914年（民国3年）5月23日辰沅道と改称、観察使も道尹と改められ鳳凰県に移された（翌年再度辰沅県に移転）。1920年（民国9年）に廃止されている。

## 行政区画
廃止直前の下部行政区画は下記の通り。（50音順）
- 永順県
- 永綏県
- 会同県
- 黔陽県
- 沅陵県
- 晃県
- 古丈県
- 芷江県
- 漵浦県
- 辰渓県
- 綏寧県
- 靖県
- 桑植県
- 通道県
- 鳳凰県
- 保靖県
- 麻陽県
- 竜山県
- 瀘渓県